# Alessandro Berrettini
Alessandro Berrettini (L'Aquila, 14 luglio 1765 – Teramo, 29 ottobre 1849) è stato un vescovo cattolico italiano.

## Biografia
Nato all'Aquila nel 1765, fu ordinato sacerdote nel 1789: fu quindi arcidiacono e vicario generale presso la diocesi dell'Aquila. 
Il 4 maggio 1829 fu designato come vescovo di Teramo da re Francesco I delle Due Sicilie; ricevette la conferma di papa Pio VIII solo il 5 luglio 1830, a causa della sua indecisione personale a ricevere l'incarico, e l'11 luglio fu consacrato da Giacinto Placido Zurla, cardinale presbitero di Santa Croce in Gerusalemme, insieme a Giovanni Soglia Ceroni e Aristaces Azarian come co-consacranti. Morì nel 1849 a Teramo.

## Genealogia episcopale
La genealogia episcopale è:
- Cardinale Scipione Rebiba
- Cardinale Giulio Antonio Santori
- Cardinale Girolamo Bernerio, O.P.
- Arcivescovo Galeazzo Sanvitale
- Cardinale Ludovico Ludovisi
- Cardinale Luigi Caetani
- Cardinale Ulderico Carpegna
- Cardinale Paluzzo Paluzzi Altieri degli Albertoni
- Papa Benedetto XIII
- Papa Benedetto XIV
- Papa Clemente XIII
- Cardinale Marcantonio Colonna
- Cardinale Giacinto Sigismondo Gerdil, B.
- Cardinale Giulio Maria della Somaglia
- Cardinale Giacinto Placido Zurla, O.S.B.Cam.
- Vescovo Alessandro Berrettini